# Zelenohorská pošta
Zelenohorská pošta je zámeček nad historickým centrem města Nepomuk, cestou k zámku Zelená hora.

## Dějiny
Budova byla postavena v roce 1672 na místě starší usedlosti, zaniklé za třicetileté války, zelenohorským hejtmanem Danielem Františkem Táborským z Hirschfeldu jako rodové sídlo. V letech 1708–1843 zde byla dědičná pošta ležící na trati Vídeň-Cheb. Po požáru v roce 1746 byl dům přestavěn údajně dle plánů Kiliána Ignáce Dientzenhoffera. Poslední větší stavební úpravy proběhly v režii Vilemíny z Auerspergu v letech 1887–1888, kdy objekt získal novou eklektickou fasádu (architektura domu je neorenesanční s prvky připomínajícími baroko a empir) a stal se na sto let sídlem lesního úřadu.
Koncem 80. let 20. století, za Československých státních lesů, byla zahájena, zcela v intencích doby, necitlivá, nikdy nedokončená, přestavba a následně objekt pozvolna chátral. Od roku 2004 probíhají kontinuálně památkové opravy, areál se zpřístupňuje veřejnosti.

## Architektura
Patrová budova s bohatě zdobenou eklektickou fasádou z období historických slohů (1888) je kryta valbovou střechou. Vnitřní dispozice obytné budovy je zámecká dvoutraktová s enfiládou. V interiérech jsou zachovány barokní křížové, sférické a valené klenby a také historické dřevěné podlahy a dlažby. Některé místnosti byly navráceny do podoby, kterou měly na konci 19. století.

## Současnost
V rekonstruovaných hospodářských budovách se od roku 2012 nachází Expozice veteránů, zejména historických motocyklů, nahlédnout je možné i do dochované barokní poštovní stáje. Ve vlastní budově zámečku pak nalezneme expozici věnovanou stavebním dějinám města Nepomuku i Zelenohorské pošty včetně několika dobových interiérů a malé galerie. V letní sezóně zde funguje i kavárna, pořádají se tu několikrát do roka rozmanité kulturní akce.